# 19e étape du Tour de France 1997
Pour un article plus général, voir Tour de France 1997.

La dix-neuvième étape du Tour de France 1997 s'est déroulée le 25 juillet 1997 entre Montbéliard et Dijon sur un parcours de 172 km. Cette étape est remportée par l'Italien Mario Traversoni. Traversoni, arrivé initialement en troisième position, est déclaré vainqueur après le déclassement de Bart Voskamp et Jens Heppner pour sprint irrégulier.

## Classement de l'étape
Le temps de l'étape est celui des deux coureurs arrivés premiers (4 h 3 min 17 s) qui ont été ensuite déclassés.
| \| Classement de l'étape \| Classement de l'étape \| Classement de l'étape \| Classement de l'étape \| Classement de l'étape \| \| Coureur \| Coureur \| Pays \| Équipe \| Temps \| \| --------------------- \| --------------------- \| --------------------- \| -------------------------- \| --------------------- \| \| 1er \| Mario Traversoni \| Italie \| Mercatone Uno \| + 26 s \| \| 2e \| François Simon \| France \| Gan \| + 26 s \| \| 3e \| Marco Saligari \| Italie \| Casino, c'est votre équipe \| + 26 s \| \| 4e \| Christian Henn \| Allemagne \| Deutsche Telekom \| + 26 s \| \| 5e \| Viatcheslav Ekimov \| Russie \| US Postal Service \| + 26 s \| \| 6e \| Thierry Bourguignon \| France \| BigMat-Auber 93 \| + 26 s \| \| 7e \| Erik Dekker \| Pays-Bas \| Rabobank \| + 26 s \| \| 8e \| Servais Knaven \| Pays-Bas \| TVM-Farm Frites \| + 26 s \| \| 9e \| Sergueï Outschakov \| Ukraine \| Polti \| + 26 s \| \| 10e \| Bart Voskamp \| Pays-Bas \| TVM-Farm Frites \| + \| |                     |           |                            |        |
| |                     |           |                            |        |
| |                     |           |                            |        |
| Classement de l'étape |                     |           |                            |        |
| Coureur | Coureur             | Pays      | Équipe                     | Temps  |
| 1er | Mario Traversoni    | Italie    | Mercatone Uno              | + 26 s |
| 2e | François Simon      | France    | Gan                        | + 26 s |
| 3e | Marco Saligari      | Italie    | Casino, c'est votre équipe | + 26 s |
| 4e | Christian Henn      | Allemagne | Deutsche Telekom           | + 26 s |
| 5e | Viatcheslav Ekimov  | Russie    | US Postal Service          | + 26 s |
| 6e | Thierry Bourguignon | France    | BigMat-Auber 93            | + 26 s |
| 7e | Erik Dekker         | Pays-Bas  | Rabobank                   | + 26 s |
| 8e | Servais Knaven      | Pays-Bas  | TVM-Farm Frites            | + 26 s |
| 9e | Sergueï Outschakov  | Ukraine   | Polti                      | + 26 s |
| 10e | Bart Voskamp        | Pays-Bas  | TVM-Farm Frites            | +      |

## Classement général
Après cette étape de transition, pas de changement au classement général. Arrivé au sein du peloton, l'Allemand Jan Ullrich (Deutsche Telekom) conserve son maillot jaune de leader devant le Français Richard Virenque (Festina-Lotus) avec toujours un peu plus de six minutes d'avance et un peu plus de dix minutes sur Marco Pantani (Mercatone Uno) troisième.
| \| Classement général \| Classement général \| Classement général \| Classement général \| Classement général \| \| Coureur \| Coureur \| Pays \| Équipe \| Temps \| \| ------------------ \| -------------------- \| ------------------ \| ---------------------------- \| ------------------ \| \| 1er \| Jan Ullrich \| Allemagne \| Deutsche Telekom \| 95 h 19 min 17 s \| \| 2e \| Richard Virenque \| France \| Festina-Lotus \| + 6 min 22 s \| \| 3e \| Marco Pantani \| Italie \| Mercatone Uno \| + 10 min 13 s \| \| 4e \| Fernando Escartín \| Espagne \| Kelme-Costa Blanca-Eurosport \| + 16 min 05 s \| \| 5e \| Abraham Olano \| Espagne \| Banesto \| + 16 min 40 s \| \| 6e \| Francesco Casagrande \| Italie \| Saeco-Estro \| + 17 min 14 s \| \| 7e \| Bjarne Riis \| Danemark \| Deutsche Telekom \| + 18 min 07 s \| \| 8e \| José María Jiménez \| Espagne \| Banesto \| + 23 min 42 s \| \| 9e \| Roberto Conti \| Italie \| Mercatone Uno \| + 28 min 20 s \| \| 10e \| Laurent Dufaux \| Suisse \| Festina-Lotus \| + 29 min 29 s \| |                      |           |                              |                  |
| |                      |           |                              |                  |
| |                      |           |                              |                  |
| Classement général |                      |           |                              |                  |
| Coureur | Coureur              | Pays      | Équipe                       | Temps            |
| 1er | Jan Ullrich          | Allemagne | Deutsche Telekom             | 95 h 19 min 17 s |
| 2e | Richard Virenque     | France    | Festina-Lotus                | + 6 min 22 s     |
| 3e | Marco Pantani        | Italie    | Mercatone Uno                | + 10 min 13 s    |
| 4e | Fernando Escartín    | Espagne   | Kelme-Costa Blanca-Eurosport | + 16 min 05 s    |
| 5e | Abraham Olano        | Espagne   | Banesto                      | + 16 min 40 s    |
| 6e | Francesco Casagrande | Italie    | Saeco-Estro                  | + 17 min 14 s    |
| 7e | Bjarne Riis          | Danemark  | Deutsche Telekom             | + 18 min 07 s    |
| 8e | José María Jiménez   | Espagne   | Banesto                      | + 23 min 42 s    |
| 9e | Roberto Conti        | Italie    | Mercatone Uno                | + 28 min 20 s    |
| 10e | Laurent Dufaux       | Suisse    | Festina-Lotus                | + 29 min 29 s    |

## Classements annexes
| Classement par points | Classement par points | Classement par points | Classement par points | Classement par points |
| Coureur               | Coureur               | Pays                  | Équipe                | Points                |
| --------------------- | --------------------- | --------------------- | --------------------- | --------------------- |
| 1er                   | Erik Zabel            | Allemagne             | Deutsche Telekom      | 320 pts               |
| 2e                    | Frédéric Moncassin    | France                | Gan                   | 209 pts               |
| 3e                    | Mario Traversoni      | Italie                | Mercatone Uno         | 183 pts               |
| 4e                    | Jeroen Blijlevens     | Pays-Bas              | TVM-Farm Frites       | 168 pts               |
| 5e                    | Richard Virenque      | France                | Festina-Lotus         | 149 pts               |

| Classement par points | Classement par points | Classement par points | Classement par points | Classement par points |
| Coureur               | Coureur               | Pays                  | Équipe                | Points                |
| --------------------- | --------------------- | --------------------- | --------------------- | --------------------- |
| 1er                   | Erik Zabel            | Allemagne             | Deutsche Telekom      | 320 pts               |
| 2e                    | Frédéric Moncassin    | France                | Gan                   | 209 pts               |
| 3e                    | Mario Traversoni      | Italie                | Mercatone Uno         | 183 pts               |
| 4e                    | Jeroen Blijlevens     | Pays-Bas              | TVM-Farm Frites       | 168 pts               |
| 5e                    | Richard Virenque      | France                | Festina-Lotus         | 149 pts               |

| Classement de la montagne | Classement de la montagne | Classement de la montagne | Classement de la montagne | Classement de la montagne |
| Coureur                   | Coureur                   | Pays                      | Équipe                    | Points                    |
| ------------------------- | ------------------------- | ------------------------- | ------------------------- | ------------------------- |
| 1er                       | Richard Virenque          | France                    | Festina-Lotus             | 574 pts                   |
| 2e                        | Jan Ullrich               | Allemagne                 | Deutsche Telekom          | 328 pts                   |
| 3e                        | Francesco Casagrande      | Italie                    | Saeco-Estro               | 309 pts                   |
| 4e                        | Marco Pantani             | Italie                    | Mercatone Uno             | 269 pts                   |
| 5e                        | Laurent Brochard          | France                    | Festina-Lotus             | 238 pts                   |

| Classement de la montagne | Classement de la montagne | Classement de la montagne | Classement de la montagne | Classement de la montagne |
| Coureur                   | Coureur                   | Pays                      | Équipe                    | Points                    |
| ------------------------- | ------------------------- | ------------------------- | ------------------------- | ------------------------- |
| 1er                       | Richard Virenque          | France                    | Festina-Lotus             | 574 pts                   |
| 2e                        | Jan Ullrich               | Allemagne                 | Deutsche Telekom          | 328 pts                   |
| 3e                        | Francesco Casagrande      | Italie                    | Saeco-Estro               | 309 pts                   |
| 4e                        | Marco Pantani             | Italie                    | Mercatone Uno             | 269 pts                   |
| 5e                        | Laurent Brochard          | France                    | Festina-Lotus             | 238 pts                   |

| Classement du meilleur jeune | Classement du meilleur jeune | Classement du meilleur jeune | Classement du meilleur jeune | Classement du meilleur jeune |
| Coureur                      | Coureur                      | Pays                         | Équipe                       | Temps                        |
| ---------------------------- | ---------------------------- | ---------------------------- | ---------------------------- | ---------------------------- |
| 1er                          | Jan Ullrich                  | Allemagne                    | Deutsche Telekom             | 95 h 19 min 17 s             |
| 2e                           | Peter Luttenberger           | Autriche                     | Rabobank                     | + 38 min 16 s                |
| 3e                           | Michael Boogerd              | Pays-Bas                     | Rabobank                     | + 55 min 11 s                |
| 4e                           | Daniele Nardello             | Italie                       | Mapei-GB                     | + 56 min 24 s                |
| 5e                           | Laurent Roux                 | France                       | TVM-Farm Frites              | + 1 h 09 min 48 s            |

| Classement du meilleur jeune | Classement du meilleur jeune | Classement du meilleur jeune | Classement du meilleur jeune | Classement du meilleur jeune |
| Coureur                      | Coureur                      | Pays                         | Équipe                       | Temps                        |
| ---------------------------- | ---------------------------- | ---------------------------- | ---------------------------- | ---------------------------- |
| 1er                          | Jan Ullrich                  | Allemagne                    | Deutsche Telekom             | 95 h 19 min 17 s             |
| 2e                           | Peter Luttenberger           | Autriche                     | Rabobank                     | + 38 min 16 s                |
| 3e                           | Michael Boogerd              | Pays-Bas                     | Rabobank                     | + 55 min 11 s                |
| 4e                           | Daniele Nardello             | Italie                       | Mapei-GB                     | + 56 min 24 s                |
| 5e                           | Laurent Roux                 | France                       | TVM-Farm Frites              | + 1 h 09 min 48 s            |

| Classement par équipes | Classement par équipes       | Classement par équipes | Classement par équipes |
| Équipe                 | Équipe                       | Pays                   | Temps                  |
| ---------------------- | ---------------------------- | ---------------------- | ---------------------- |
| 1re                    | Deutsche Telekom             | Allemagne              | 286 h 07 min 18 s      |
| 2e                     | Mercatone Uno                | Italie                 | + 30 min 16 s          |
| 3e                     | Festina-Lotus                | France                 | + 51 min 08 s          |
| 4e                     | Banesto                      | Espagne                | + 1 h 05 min 18 s      |
| 5e                     | Kelme-Costa Blanca-Eurosport | Espagne                | + 2 h 15 min 52 s      |

| Classement par équipes | Classement par équipes       | Classement par équipes | Classement par équipes |
| Équipe                 | Équipe                       | Pays                   | Temps                  |
| ---------------------- | ---------------------------- | ---------------------- | ---------------------- |
| 1re                    | Deutsche Telekom             | Allemagne              | 286 h 07 min 18 s      |
| 2e                     | Mercatone Uno                | Italie                 | + 30 min 16 s          |
| 3e                     | Festina-Lotus                | France                 | + 51 min 08 s          |
| 4e                     | Banesto                      | Espagne                | + 1 h 05 min 18 s      |
| 5e                     | Kelme-Costa Blanca-Eurosport | Espagne                | + 2 h 15 min 52 s      |